# 伍德洛恩 (伊利諾伊州)
伍德洛恩（英語：Woodlawn）是位於美國伊利諾伊州傑佛遜縣的一個村落。

## 地理
伍德洛恩的座標為38°19′50″N 89°02′07″W / 38.33056°N 89.03528°W，而該地最高點為海拔高度150米（即492英尺）。

## 人口
根據2010年美國人口普查的數據，伍德洛恩的面積為2.21平方千米，當中陸地面積為2.21平方千米，而水域面積為0.00平方千米。當地共有人口698人，而人口密度為每平方千米315人。